# 見上げた流星
『見上げた流星』（みあげたりゅうせい）は、TOKIOの44枚目のシングル。2011年5月25日にJ Stormから発売された。

## 概要
前作『NaNaNa (太陽なんていらねぇ)』から9ヶ月ぶりのシングルで、表題曲の「見上げた流星」は、松岡昌宏が主演を務めた日本テレビ系土曜ドラマ『高校生レストラン』の主題歌となった楽曲である。また、表題曲の「見上げた流星」は『第62回NHK紅白歌合戦』で披露されている。
初回限定盤1、初回限定盤2、通常盤の3形態でリリースされており、初回限定盤1には表題曲の「見上げた流星」のビデオクリップとメイキングが収録されたDVD、初回限定盤2には前作の配信シングルである「PLUS」のビデオクリップが収録されたDVDが付属している。通常版のCDのみカップリング曲の「Wheel」とストリングスアレンジが施された「PLUS」と表題曲のBacking Trackが収録されている。

## 収録曲

### CD
※は通常盤のみ収録。
1. 見上げた流星 [5:04]
作詞・作曲：平義隆、編曲：HIKARI、Strings Arrangement：KAM
  - 日本テレビ系土曜ドラマ『高校生レストラン』主題歌
2. Wheel ※ [4:43]
作詞・作曲：今井晶規、編曲：山原一浩
3. PLUS ※ [4:11]
作詞・作曲：城島茂、編曲：TOKIO、Strings Arrangement：山原一浩
表記はないが、CDバージョンである[5]。
4. 見上げた流星 [Backing Track]

### DVD

#### 初回限定盤1
1. 見上げた流星（Video Clip）
2. 見上げた流星（Making）

#### 初回限定盤2
1. PLUS（Video Clip）

## 収録アルバム
- 17（#1）[6]
- HEART（#1）[7]